# コミックゲートアッシュ
『コミックゲートアッシュ』（comic gate ash）は、角川コンテンツゲートから発行されているデジタルコミック誌。2011年10月31日創刊。2012年6月28日より『コミックゲートアッパー』にリニューアルした。連載作品は継続された。

## 概要
月末発売の月刊誌。創刊号のvol.1のみ書籍化されている。漫画読みのための漫画誌として創刊された。購買層は女性に設定しているが少女マンガに抵抗のない男性も視野に入れている 。創刊に先駆けて10月27日に電子版が特別価格（Androidは無料、iOSは85円）で配信された。ダウンロードサイトは、ライトノベル・コミック・文芸・新書を中心に1,700タイトル以上を取り扱う電子書籍配信プラットフォーム「BOOK☆WALKER」。iOS及び、Android OS搭載のスマートフォン・タブレット端末に対応している。 
創刊時のキャッチコピーは「快! すべての女子と一部の男子にささげるハイブリッド・オールジャンルコミック!!」

## 単行本
紙媒体の単行本はエンターブレインのマジキューコミックスから発行される。

## 作品リスト
※ 掲載開始/著者五十音順
| 作品名                                           | 著者           | 備考                |
| ------------------------------------------------ | -------------- | ------------------- |
| 病愛執事（ヤンデレバトラー）                     | カゲロウ       |                     |
| そらをわたる                                     | カワカミコマ   |                     |
| 開封後は要冷蔵                                   | 菊屋きく子     | vol.1の表紙も担当。 |
| めにめにめい                                     | 京人           |                     |
| 春ナ忘レソ                                       | 砂音鈴         | 読み切り            |
| なぎさ@ホーム                                    | 桜庭ゆい       |                     |
| HYDRA-blue                                       | 縞野やえ       |                     |
| 原始の時代のヤギの人っ                           | ジョンガラ武士 |                     |
| かぐや姫のおねがい                               | 瀬戸口みづき   |                     |
| ひだまりロンド                                   | 夏樹ムック     |                     |
| チカイノスタルジア                               | 春乃凛         |                     |
| きよタマ!                                        | 美神ハジメ     |                     |
| 鳥川「かわいいだけで生きていける時代は終わった」 | ものゆう       | 4コマ漫画           |

## 書誌情報
コミック ゲートアッシュ Vol.1
A5判。定価630円（税込）。
発売日：2011年10月31日 ISBN 978-4-04-727637-6、レーベル：ゲートアッシュ
著者：コミックゲートアッシュ編集部、発行：株式会社エンターブレイン、発売：株式会社角川グループパブリッシング